# Rafael Rodríguez Tranche
Rafael Rodríguez Tranche (Madrid, 1961), conocido como Rafael R. Tranche, es un escritor y cineasta español. Es también historiador y catedrático de Comunicación Audiovisual en la Universidad Complutense de Madrid. Desde principios de los años 90 ha compaginado su actividad como realizador y guionista de cine y televisión con la de investigador y docente.

## Trayectoria
Licenciado y Doctor por la Universidad Complutense de Madrid con una tesis sobre la obra de José Val del Omar. Es catedrático de Comunicación Audiovisual en la Universidad Complutense de Madrid, donde ha impartido realización audiovisual, dirección cinematográfica e historia del cine. Ha formado parte de los Consejos de redacción de la revista de cine Contracampo (durante su última etapa en 1985) y de la revista Archivos de la Filmoteca entre 2005 y 2012. Ha pertenecido al Consejo Ejecutivo de la extinta Cátedra de Memoria Histórica del siglo XX, fundada por Julio Aróstegui.
Centra su investigación en los campos del cine, la fotografía y la televisión, desde la perspectiva de la historia y la estética cinematográficas y el análisis del discurso audiovisual. Entre 1990 y 1996 fue director de la investigación financiada por la Filmoteca de Andalucía (Consejería de Cultura de la Junta de Andalucía) sobre la obra de José Val del Omar. 
Entre 2006 y 2009 llevó a cabo, junto con Vicente Sánchez-Biosca, un proyecto de investigación financiado por Filmoteca Española (Ministerio de cultura) sobre la producción visual del bando nacional durante la guerra y la inmediata posguerra.  Fruto de esta investigación es el libro El pasado es el destino. Propaganda y cine del bando nacional en la guerra civil (2011).
Respecto a su práctica cinematográfica, en el año 2000 escribió y dirigió el cortometraje Mi patio, Premio Luis Buñuel de Cinematografía 2001, otorgado por el Ayuntamiento de Madrid.  Escribió y dirigió el documental MarMadrid, nominado al Mejor corto documental en los Premios Goya 2003.

## Publicaciones
- NO-DO: El tiempo y la memoria (con Vicente Sánchez-Biosca, Cátedra/ Filmoteca Española, Madrid, 2000 (9ª edición 2018). Premio Muñoz Suay de la Academia de cine a la mejor investigación histórica en el 2002.[7][8][9]

- Carteles de cine de 1915 a 1930 (colección Fernández Ardavín), Filmoteca Española, Madrid, 2004.[10]

- El pasado es el destino. Propaganda y cine del bando nacional durante la Guerra Civil (con Vicente Sánchez-Biosca, Cátedra/Filmoteca Española, Madrid, 2011. Premio Muñoz Suay de la Academia y Premio a la Mejor Investigación 2011 del Centre d’Investigacions Film-Història.[11]

- Del papel al plano. El proceso de la creación cinematográfica, Alianza editorial, Madrid, 2015.[12][13]

- Carisma e imagen política. Líderes y medios de comunicación en la Transición (con Vicente J. Benet, Nancy Berthier y Vicente Sánchez-Biosca), Tirant lo Blanch, Valencia, 2016.[14][15]

- La máscara sobre la realidad. La información en la era digital, Alianza Editorial, Madrid, 2019.[16][17]

- Más allá de la pantalla. Vórtice Val del Omar, Diputación de Granada, 2020.[18][19]
- Instantes para la historia de la Transición, Cátedra, Madrid, 2025.[20][21][22][23]

## Filmografía y obra audiovisual
- A-flúor (1982). Videoclip de Derribos Arias.
- Una televisión en un nicho (1983). Videoinstalación (con Javier Codesal y Raúl Rodríguez).[24]
- Atado a la columna (1984). Videoinstalación-performance (con Javier Codesal y Raúl Rodríguez).[25]
- Umbilicar (1988). Videoinstalación (ARCO 88).[26]
- Centro de Arte Reina Sofía (1991). Documental, Telemadrid.[27]
- Mi patio (2000). Cortometraje.[28][29]
- Marmadrid (2002). Cortometraje documental.[30]
- Puerta del Sol (2005). Cortometraje documental.[31]
- Y se me escapada la vida (2008). Cortometraje.[32]

## Distinciones
- Premio Muñoz Suay de la Academia de cine a la mejor investigación histórica 2002 por NO-DO. El tiempo y la memoria.[33]
- Premio Muñoz Suay de la Academia de cine a la mejor investigación histórica 2012 por El pasado es el destino. Propaganda y cine del bando nacional en la Guerra Civil.[34]
- Premio Villa de Madrid 2001 “LUIS BUÑUEL” del Ayuntamiento de Madrid mejor cortometraje por Mi patio (2000).